# Comité national de la biodiversité
Pour les articles homonymes, voir CNB.
Le Comité national de la biodiversité (CNB) est un organe français « d'information, d'échanges et de consultation sur les questions stratégiques liées à la biodiversité », créé par la loi biodiversité de 2016.

## Composition
Il est composé de 120 à 150 membres, nommés par arrêté ministériel pour 5 ans, répartis en 8 collèges :
1. Un collège de trente membres au plus composé de représentants des collectivités territoriales et de leurs groupements ;
2. Un collège de dix membres au plus composé de représentants des établissements publics nationaux ;
3. Un collège de trente membres au plus composé de représentants des organismes socioprofessionnels ;
4. Un collège de dix membres au plus composé de représentants des propriétaires fonciers ;
5. Un collège de dix membres au plus composé de représentants des usagers de la nature ;
6. Un collège de trente membres au plus composé de représentants des associations, organismes ou fondations œuvrant pour la préservation de la biodiversité ;
7. Un collège de dix membres au plus composé de représentants des gestionnaires d'espaces naturels ;
8. Un collège de dix membres au plus composé de scientifiques ou représentants d'organismes de recherche.

## Attributions
Il peut être saisi par un ministre pour rendre un avis sur tout sujet relatif à la biodiversité. Il peut aussi rendre des avis sur demande des collectivités ultramarines compétentes en matière d'environnement, ou s'en saisir d'office.
Il donne son avis sur les orientations stratégiques de l'Agence française pour la biodiversité (AFB).
Dans les avis qu'il est amené à rendre, il veille à la cohérence des politiques de biodiversité aux niveaux national et territorial, en lien notamment avec les comités régionaux de la biodiversité et les comités de l'eau et de la biodiversité. 

### Entités connexes
- Conseil de défense écologique
- Haut conseil pour le Climat
- Comité interministériel pour le développement durable
- Conseil national de la transition écologique
- Conseil national de développement durable
- Conseil national de la protection de la nature